# Blackest Night
La noche más oscura (Blackest Night) es un crossover de cómics estadounidenses publicado en las series mensuales de Green Lantern, editadas por DC Comics. Escrita por Geoff Johns, La noche más oscura continúa la tetralogía de Linterna Verde que comenzó con Linterna Verde: Renacimiento y la Guerra de los Sinestro Corps, Culminando finalmente con El Día Más Brillante. El argumento se reveló en la conclusión de la Guerra de los Sinestro Corps y se planea su publicación en el verano de 2009 (del hemisferio norte).

## Antecedentes
El crossover fue mencionado por primera vez en la conclusión de la Guerra de los Sinestro Corps, en Green Lantern Nº25 (enero de 2008). Mientras la guerra entre los Green Lantern y los Sinestro Corps llega a su punto culminante, los Guardianes Ganthet y Sayd relatan a los cuatro Linternas Verde de la Tierra (Hal Jordan, Guy Gardner, John Stewart y Kyle Rayner) la profecía de “la noche más oscura”. Según esta, cinco nuevos Corps se unirán a los dos ya existentes, cada uno de ellos guiados por una emoción en particular y con poderes otorgados por un color específico del espectro emocional, lo que llevará a una guerra total que amenazaría con destruir el universo.
Poco después de la derrota de los Sinestro Corps, el Anti-Monitor fue transportado a un lugar desconocido; en ese sitio, una voz siniestra lo saluda y dice que se levante. Demasiado débil para resistirse o escapar, una Batería de Poder Negra devora al Anti-Monitor. El teaser declara que «los ejércitos del miedo y la voluntad deberán unirse porque, a lo largo del universo, los muertos se levantarán». En la imagen puede verse una mano en estado de descomposición, saliendo del suelo, con un anillo negro en uno de sus dedos. El símbolo que aparece en el anillo es el perteneciente a Mano Negra, uno de los enemigos de Linterna Verde.
Mano negra se suicida en la casa de sus padres, después de asesinar a su familia. Entonces aparece el guardián y este vomita un anillo negro. Black Hand se convierte en el primer black lantern.
En coast city la gente conmemora la muerte de Superman y la de otros heroes , mientras en la tumba de Bruce Wayne, Hal Jordan y  Barry Allen discuten acerca de las muertes de los héroes mientras merida discute con los atlantes sobre si enterrar a Aquaman en el océano este se levanta y ataca otros héroes se levantan como firestorm , batman ( clon) deadman, cárter hall
En todo el universo, comienzan a esparcirse anillos negros. Los muertos se están levantando. El poder de los linterna verde no puede contenerlos. Mientras los siete corps intentan detenerlos, los guardianes del universo se dan cuenta de la trampa a la que se han sometido.
En la tierra, heroes, villanos, familiares, aliados, y enemigos se levantan de su tumba, acompañados del indestructible poder del anillo negro y la moral de los vivos se desmorona al ver a sus seres queridos levantarse y tratar de matarlos. 

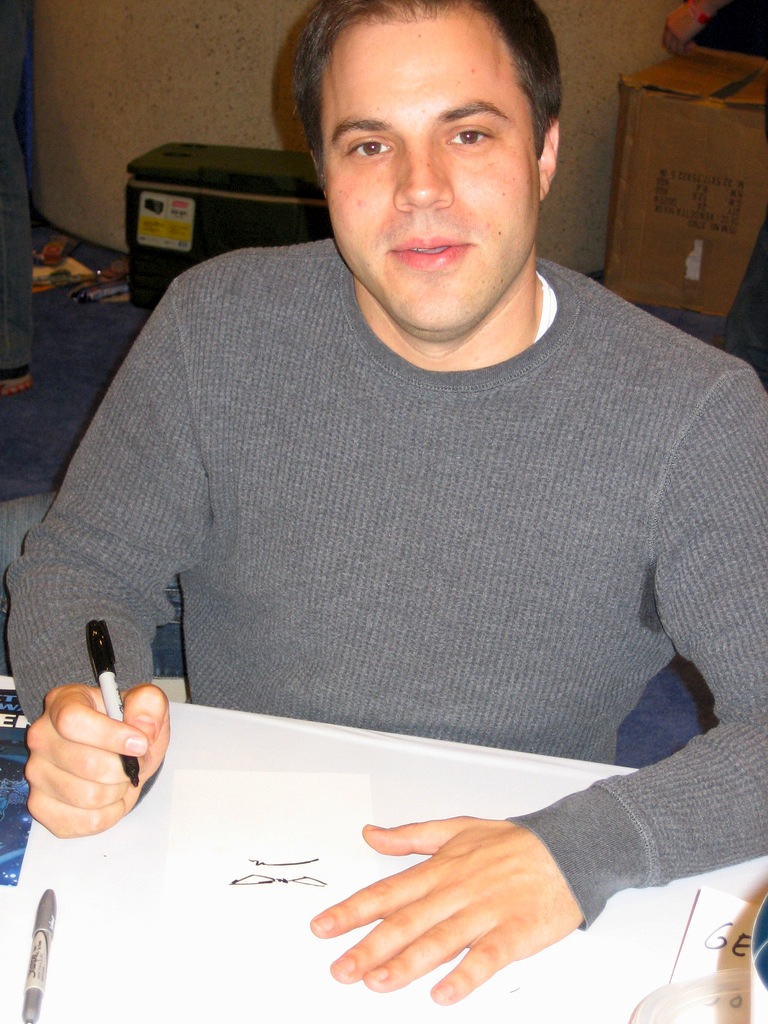
Geoff Johns, guionista de la saga.

Tanto Geoff Johns como Ethan Van Sciver han afirmado que La noche más oscura será la tercera parte de una trilogía de la serie Green Lantern que comenzó con Renacimiento y continuó con la Guerra de los Sinestro Corps. Durante una entrevista con IGN, Johns señaló que listo el argumento del título mensual Green Lantern hasta el número 55, que de no haber retrasos en la publicación saldrá a la venta en junio de 2010.
El cómic unitario DC Universe N.º 0 reveló más detalles acerca del evento, al mismo tiempo que prepara el escenario para los sucesos que se desarrollarán en el Universo DC durante la temporada 2008-2009. DC Universe N.º 0, que actúa como puente entre las historias de Cuenta regresiva N.º 1 y Crisis Final N.º 1, presenta el descubrimiento de la Batería de Poder Negra en un planeta distante, por parte del villano Mano Negra.

## Facciones
La línea argumental de la profecía cita a un total de siete Corps y el teaser implica un octavo. Las historias siguientes han comenzado a presentar aspectos relacionados con los seis Corps distintos del verde.
- Amarillo: Varios elementos narrativos, en especial los encontrados en Linterna Verde: Renacimiento y la Guerra de los Sinestro Corps, expandieron el rol de Sinestro hasta convertirlo en el prototipo de un grupo mucho mayor. Dichas historias también atribuyen el sentimiento del miedo como fuente de poder de estos Corps.[5][6] Mongul trato de apoderarse de los Corps pero fue derrotado por Sinestro, Hal Jordan, Carol Ferris e Indigo-1 (de la Tribu Indigo/Compasión). EL Espantapájaros (enemigo de Batman) recibió un anillo amarillo para actuar como refuerzo de Sinestro en la batalla final contra Nekron.

- Violeta: Varias cuestiones narrativas provocaron que los Zafiros Estelares de las Zamaron evolucionen en una anillo y linterna, que responden al sentimiento de amor como fuente de poder. Carol Ferris se ha convertido en su nueva líder y con el paso del tiempo, la Mujer Maravilla también se unirá a sus filas. Una característica curiosa de este anillo es que el portador debe aceptar su responsabilidad antes poseer el anillo.

- Azul: Ganthet y Sayd, después de ser expulsados por los guardianes, le prometen ayuda a Hal Jordan en la guerra que se aproxima y es así como ellos hacen su parte. Uniendo sus manos forman la nueva batería de poder y empiezan el reclutamiento de los recién creados Blue Lanterns. Hasta el momento solo se conocen como miembros a Saint Walker, Warth y otro personaje. La Esperanza ha probado ser la única luz capaz de tranquilizar a la luz roja e incluso destruir el anillo rojo. En última instancia, Flash (Barry Allen) se ha convertido en miembro de esta Corps.

- Rojo: Las linternas, anillos y punto de origen dentro del Imperio de las Lágrimas han aparecido ya como elementos de la narración.[7] Su fuente de poder se centra en la ira y el creador de la batería es Atrocitus, quien tiene un profundo odio contra los guardianes del universo (debido a la masacre del sector 666). Este anillo se ha apoderado por momentos de personajes como la ex Linterna Verde Laira, Guy Gardner, Mera(esposa de Aquaman) e incluso del mismísimo Hal Jordan. Estos Linternas tienen la peculiaridad de ser los únicos con un poder tan abrumador como para derrotar a los Linterna Negros, esto se debe a que han sustituido su sangre y corazón con la energía del anillo rojo. Estos anillos también pueden crear constructos similares a los de otros cuerpos potenciasdos por la ira. Mera; Reina de Atlantis fue poseída por un anillo rojo en la lucha final contra Nekron para actuar como refuerzo de Ysmault.

- Naranja: La trama ha revelado la fuente de poder de este color, la avaricia.[1] Su único miembro y poseedor de la batería de poder es Larfleeze. El Agente Naranja consume a sus enemigos y después los recrea con su anillo de poder haciendo una marioneta a los servicios de Larfleeze. Debido a la necesidad de que todas las luces se unan, Larfleeze ha aceptado unirse a cambio de tener su propio guardián para lo que Sayd se ha ofrecido. En la última batalla fue posible duplicar el anillo de poder y este se apoderó de Lex Luthor.

- Añil: La Tribu Indigo se ha revelado a sí misma para ayudar a las demás organizaciones. Su luz es menos intensa que las demás pero son ellos los que revelan que para derrotar a la Oscuridad de los Linterna Negros deben unir a todos los espectros de la luz. En la batalla final contra Nekkron, Ray Palmer se ha convertido en un miembro de la Tribu Indigo.

- Negro: Los Black Lanterns o Linterna Negros son en primera instancia liderados secretamente por uno de los guardianes del universo, utilizando poniendo como líder a Black Hand, sin embargo al final de esta batalla se revela a la entidad Nekron como el verdadero líder por encima de los demás. Estos anillos comienzan a revivir a los muertos por todo el universo, algunos de los más importantes son "el viejo Superman de Tierra-2", "Aquaman", "John John'z", "Batman"(Bruce Wayne) e incluso por poco se apodera de Kyle Rayner. En última instancia, Nekron se ha apoderado de los héroes que habían sido revividos tales como Superman, Mujer Maravilla, Bart Allen, Conner Kent y Oliver Queen.Barry Allen y Hal Jordan se dan cuenta de que el linterna negro Batman (Bruce Wayne) es en realidad un impostor pues descubren que el verdadero Bruce está vivo en alguna parte del mundo.

- Blanco: Allí donde los Black Lanterns simbolizan la muerte, los White Lanterns (Linternas Blancas) son la vida. Su origen llega hasta los límites de la vida, originada, según explicó el Guardián Ganthet, en la Tierra, donde su fuente de poder, La Entidad, ha vivido desde siempre. Los guardianes de Oa enterraron el hecho de que la luz de la Entidad fue dada en la Tierra diciendo que la vida se originó en Oa y enterraron la Entidad para protegerla. La explicación del Guardián hizo que Sinestro se volviera loco de rabia y atacó a Ganthet, convencido de que Abin Sur, su amigo en los Green Lanterns, había muerto por culpa de ellos. Decidido a demostrar que es mejor que todos ellos, Sinestro reclama el poder de la Entidad y se convierte en el primer White Lantern. Posteriormente se descubre que los próximos linterna blanca son Kyle Rayner, John John's y Batman.

Recientemente, Van Sciver señaló que no será el dibujante de la serie. Pese a que planeaba participar del primer libro (al igual que lo hizo con la Guerra de los Sinestro Corps), afirmó que su trabajo en Flash: Rebirth no le permitiría cumplir con este más una miniserie de seis partes. Aun así, dijo que sigue a cargo del diseño de la mayoría de los linternas del libro y que, principalmente, se encuentra diseñando a los Linternas Negras.
DC comics ha confirmado recientemente que el dibujante encargado de este crossover será el brasileño Ivan Reiss, que haparticipado previamente en Action Comics, Infinite Crisis y en la serie regular de Green Lantern.